# Hofjes in Dordrecht
De oudste hofjes in Dordrecht werden gebouwd op kleine stukjes grond, die in de volgebouwde stad nog tussen de huizenblokken waren overgebleven. Zo’n hofje werd compact gebouwd, vaak aan een smalle steeg of rond een bleekveld of tuin. Ze werden gesticht door rijke Dordtenaren om armen, vaak oude vrouwen, huisvesting en onderhoud te verschaffen. (Liefdadigheidshofjes) 
In een latere fase werden ook hofjes gebouwd door de diaconie of door verenigingen om arbeiders betaalbare huisvesting te verschaffen. (sociale woningbouwhofjes)  
Eind 19de eeuw groeide de arbeidersbevolking in Dordrecht zo snel, dat er een tekort aan betaalbare huisvesting begon te ontstaan  en grondbezitters en aannemers uit commerciële overwegingen hofjes begonnen aan te leggen.( Exploitatiehofjes)  Deze laatste twee soorten hofjes waren vooral te vinden in de 19de-eeuwse schil. 
De meeste hofjes zijn bij de grote saneringen van de Dordtse binnenstad en de 19de-eeuwse schil verdwenen.

## Lijst
- Adriaan van Altenastraat
- Adrianahof
- Ameliahof
- Antonie Camerlingstraat
- Arend Maartenshof
- Azijngang
- Bezemerhof
- Bijltjeshof
- Blauwe Hand
- Ble(e)kershof
- Bloemhof
- Botersloot
- Broodgang
- Burgemeester(s)poortje
- Clara Mariahof
- Diaconiehof
- Drie Gebroedershof
- Drie Vriendenhof
- Dubbelhof
- Eben Haezerhof
- Eigenhaard
- Fortuinhof
- Gasthuishof
- Geldelozehof
- Gloeiende Kachel
- Halincqhof
- Herman Josinahof
- Hof de Hoop
- Hof de Vereeniging
- Hof de Vriendschap
- Hof van de Heilige Geest / Heilige Geesthof
- Hof Welgelegen
- Hof Willem de Eerste
- Hofje in de Glazenstraat
- Houtkopershof
- Jacobahof
- Jacobushof
- Jan Schoutenstraat
- Johannahof
- Jozina en Antonetthahof
- Kaspershof
- Kilwijkhof
- Klein Bagijnhof
- Knoopmakersgang (Prinsengracht)
- Koepelhof
- Koningshof
- Koningspleinhof
- Korenbloemhof (Polderhof)
- Kous
- Krakerhof
- Krooswijkhof
- Kruis
- Kruisweghof
- Kunstminhof (eerste)
- Kunstminhof (tweede)
- Kwe(e)kershof
- Lakenhof
- Lammetjesgang
- Latourstraat
- Marcelles Schampershof
- Mariahof (sluishof)
- Matena’s hof
- Meivogelhof
- Merwedehof
- Molenpoort
- Mollengang
- Moorenhof
- Musishof
- Nicolaas Maespad
- Nieuwe Binnenhof
- Nieuwe Merwedehof
- Noordergang (eerste)
- Noordergang (tweede)
- Oortjesbleek
- Papetershof
- Paulusgang
- Pettenhof
- Prins Willem van Oranjehof
- Regenten- en Lenghenhof
- Scheepmakershof
- Schietershof
- Schotsetuin
- Sint Jorishof
- Slo(o)perserf
- Smidshof
- Snoekenhof
- Spoorhof
- Spuigang
- Spuihof
- Touwdraaiershof
- Tuinhof
- Van der Kooghhof
- Van Slingelandtshof
- Viermolenshof
- Vrankenhof
- Vredehof
- Vriesepoortshof
- Walengang
- Wilhelminastichting
- Zomerhof
- Zwaanhof